# کارل جانکشن (میزوری)
کارل جانکشن (به انگلیسی: Carl Junction) یک شهر در ایالات متحده آمریکا است که در شهرستان جاسپر، میزوری واقع شده‌است. کارل جانکشن ۱۴٫۵۳ کیلومتر مربع مساحت و ۷٬۴۴۵ نفر جمعیت دارد و ۲۷۳ متر بالاتر از سطح دریا قرار دارد.